# Bächingen an der Brenz
Bächingen an der Brenz è un comune tedesco di 1 285 abitanti, situato nel land della Baviera.